# Alexandra Rodríguez Long
Alexandra Rodríguez Long (30 de enero de 1997 en Las Palmas de Gran Canaria) es una deportista española que compite en patinaje artístico sobre hielo en la modalidad de patinaje en aprejas, junto con Aritz Maestu. Fueron los Campeones de España en la temporada 2012-13, y los primeros patinadores en pareja que representan a España en una competition  ISU.[cita requerida]

## Trayectoria
Alexandra pertenece a la Federación de Aragón de deportes de invierno y entrena con el CETDI (Centro especializado en Tecnificación de Deportes de Invierno) para el Aramón Club Hielo Jaca. Sus entrenadores son Miguel Alegre y Emmaly Baxter y sus coreografías las prepara Emmaly Baxter.
Ha participado en el Campeonato Mundial Júnior, y dos competiciones del Grand Prix Júnior organizados por la Unión Internacional de Patinaje sobre Hielo en la categoría de Parejas Libre Júnior.
En la temporada 2011-12 fueron y vigesimoséptimos en la Clasificación Mundial Júnior. En abril de 2012 sufrió un grave accidente al caer de cabeza sobre la pista. Tras ello, su compañero Arizt Maeztu decidió cambiar de pareja.

## Campeonatos
Alexandra Rodríguez ha participado en los siguientes campeonatos con Aritz Maestu:
| Evento                         | 2010–11 | 2011–12   |
| ------------------------------ | ------- | --------- |
| Campeonato Mundial Júnior 2012 |         | 21.º (NC) |
| Campeonato de España           | 1.º. J  | 1.º J.    |
| ISU JGP Tallinn Cup 2011       |         | 11.º J.   |
| ISU JGP Austria 2011           |         | 17.º J.   |

J = Categoría Júnior
NC = No calificó